# الصفاصيف (إقليم الخميسات)
الصفاصيف (بالإنجليزية: SFASSIF)‏ هي قرية ريفية تابعة لإقليم الخميسات ضمن جهة الرباط سلا زمور زعير بالمغرب. بلغ مجموع عدد سكان الصفاصيف حسب إحصاءات 2004 حوالي 8051 نسمة يعيشون في 1467 أسرة.